# Sacco di Brescia
(N. Machiavelli, Discorsi, lib. II, cap. 17, in N. Machiavelli, Opere, a cura di C. Vivanti, Torino, Einaudi-Gallimard, 1997, pp. 368-369)
Il cosiddetto Sacco di Brescia ebbe luogo il 19 febbraio 1512 e rientra nel più ampio quadro degli eventi della Lega Santa, che succedeva alla stessa Lega di Cambrai.
La città di Brescia si era infatti ribellata alla dominazione francese a cui era stata assoggettata e, coadiuvata da un presidio delle truppe della repubblica di Venezia, aveva tentato di ribellarsi e rendersi indipendente. A quel punto il generale Gaston de Foix-Nemours, da poco giunto a comandare gli eserciti francesi in Italia, ordinò alla città di arrendersi; tuttavia, a seguito di un secco rifiuto, egli decise di attaccare la città con una forza di 12 000 uomini.
L'evento segnò terribilmente la città, dal momento che quest'ultima fu razziata e saccheggiata selvaggiamente, avendo una eco ampia sia in Italia che in Europa, impressionando in generale per l'efferatezza dei saccheggi e delle uccisioni commesse.

## Storia

### L'antefatto e le congiure antifrancesi
La città di Brescia, presidiata dalle truppe veneziane comandate dal futuro doge Andrea Gritti, si era ribellata appunto da poco al dominio francese grazie ad una congiura antifrancese orchestrata da Luigi Avogadro, coadiuvato a sua volta da Valerio Paitone, Giangiacomo Martinengo e Ventura Fenaroli. Quest'ultima congiura, comunque, era stata preceduta da almeno due tentativi, il cui ultimo tuttavia fallì miseramente: infatti, secondo il piano ideato dall'Avogadro e dal Senato veneziano, nella notte del 18 febbraio, Andrea Gritti sarebbe intervenuto a supporto dell'Avogadro presso la porta cittadina di S. Nazaro.
Tuttavia il testé citato tentativo di congiura, ordito appunto dall'Avogadro e dai patrizi veneziani con largo anticipo, fallì miseramente: infatti le forze di Andrea Gritti furono individuate, in verità quasi subito, dagli stessi uomini di Gaston de Foix; a quel punto, dunque, i congiurati stessi si dispersero. Benché Luigi Avogadro avesse riparato in Val Trompia, egli stesso si adoperò nuovamente con le autorità veneziane per organizzare un'altra congiura; quest'ultima ebbe successo e la città di Brescia poté essere riconquistata a discapito appunto dei francesi.

### L'arrivo del Foix a Brescia e l'inizio degli scontri
A seguito della conquista veneziana della città, grazie a quella che viene definita «une incroyable célérité» Gaston de Foix giunse a Brescia da Bologna in soli nove giorni. Ciò fu possibile per l'unione di diversi fattori: giocò infatti a suo favore l'aiuto concessogli da Gianfrancesco Gonzaga per passare senza intoppi nel territorio del suo marchesato, così come il disorientamento stesso dei Veneziani e anche la lentezza delle truppe spagnole e pontificie, che mai si sarebbero aspettati una tale rapidità d'azione.
Il 16 febbraio le truppe francesi capeggiate dal Foix, aspettando il completo dell'esercito ancora in arrivo da Peschiera, si schierarono dunque attorno alle mura della città, principalmente nei pressi di porta Torlonga; battendosi per tutto il giorno in quella porzione delle difese, la notte i soldati d'oltralpe riuscirono a farsi strada nella pioggia battente e risalire il Cidneo fino al monastero di San Fiorano, facendo strage delle truppe Valtrumpline ivi schierate.
A ridosso della notte del 17 febbraio, attraverso la cosiddetta Strada del Soccorso (un sentiero impervio situato alle pendici del colle Cidneo), riuscì a introdurre 400 cavalieri appiedati e 3000 fanti nel castello di Brescia, che nel frattempo era rimasto in mano francese.

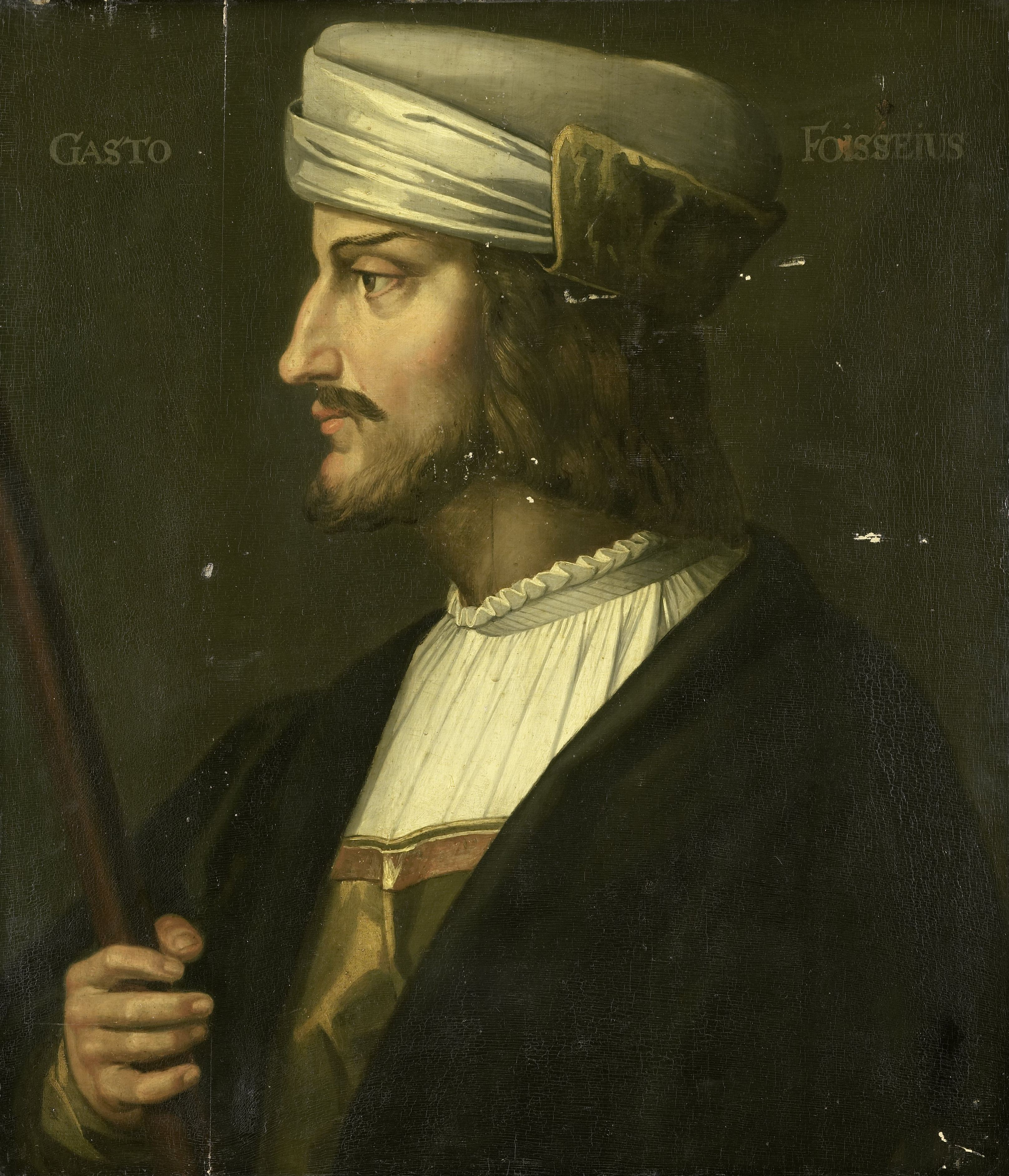
Il generale francese Gaston de Foix-Nemours

### L'attacco
(F. Guicciardini, Storia d'Italia, a cura di Costantino Panigada, vol. II, X, pp. 170-171)
Il 18 mattina il generale francese ordinò alla città di arrendersi e, quando questa rifiutò, la attaccò con circa 12 000 uomini nella mattina del 19. L'attacco francese ebbe luogo sotto una pioggia battente, in un campo di fango; Foix ordinò ai suoi uomini di togliersi le scarpe per una migliore trazione. L'esercito francese, che aspettava all'esterno delle mura, riuscì a penetrare in città dalla porta di San Nazaro mentre lo stesso Luigi Avogadro tentava di darsi alla fuga.
I difensori inflissero pesanti perdite ai francesi ma furono comunque invasi, contando fra le 8000 e le 15000 vittime; d'altro canto, invece, si stima che i francesi subirono perdite piuttosto modeste, circa un centinaio di caduti.

### Aneddoti

#### Niccolò Tartaglia ed il Baiardo

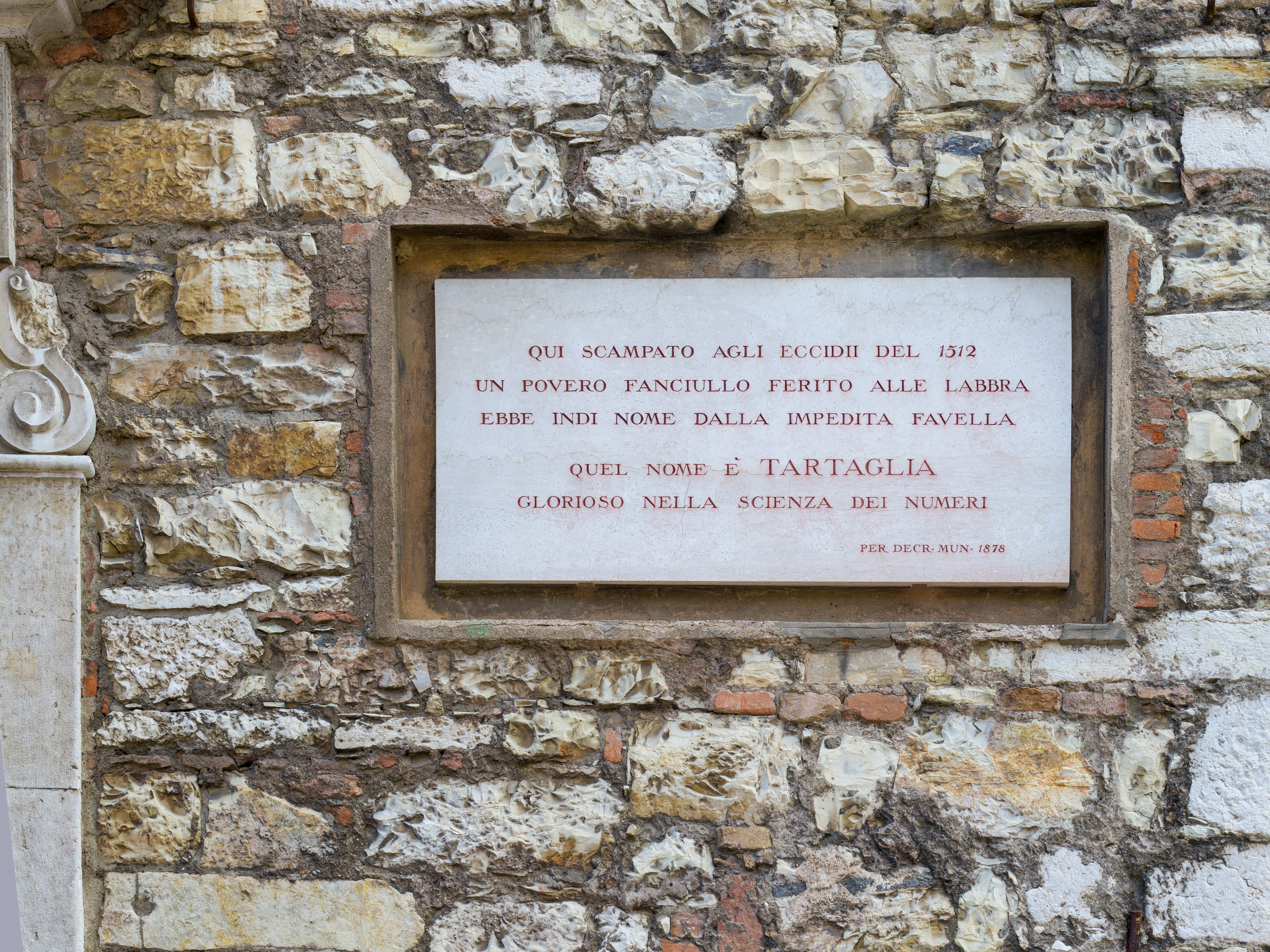
La lapide affissa sul duomo vecchio di Brescia, a ricordare gli eventi del sacco di Brescia e il destino di Niccolò Tartaglia

La fanteria di Guascogna e i lanzichenecchi provvidero a saccheggiare profondamente la città, trucidando migliaia di civili nel corso dei successivi cinque giorni. I soldati francesi non rispettarono neanche i luoghi di culto, appurato che massacrarono i religiosi e la popolazione civile che vi aveva cercato rifugio.
Secondo la tradizione, tuttavia, l'unico edificio che fu risparmiato dai sistematici saccheggi e razzie fu il palazzo Cigola Fenaroli, situato nella contrada del Mercato Nuovo (l'odierna piazza Tebaldo Brusato): questo perché secondo la leggenda, ferito a una gamba durante l'azione di guerra, vi fu trasportato il celebre Pierre Terrail de Bayard, condottiero e famoso cavaliere senza macchia.
Nondimeno, il resto della città non fu risparmiato da distruzione e violenza, come il caso del Duomo Vecchio: fra l'altro, tra i civili presenti al suo interno e sopravvissuti al massacro, degno di menzione è il giovane Niccolò Fontana, detto proprio in seguito a una ferita infertagli in tale occasione Il Tartaglia; questo perché, durante il massacro all'interno del duomo stesso, riportò una ferita al palato che gli provocò una forte difficoltà ad articolare le parole, da cui appunto il soprannome. Altro luogo di culto violato fu la chiesa di Santa Maria delle Consolazioni che, data la posizione strategica poco sotto il castello e affacciata sull'unica strada che, al tempo, scendeva da esso, divenne più volte oggetto di rappresaglie e massacri da ambedue le parti, assedianti e assediati. Altri luoghi di culto violati furono la chiesa di San Desiderio e l'antica chiesa e monastero di Sant'Eufemia della Fonte.

#### L'episodio di Floriano Ferramola

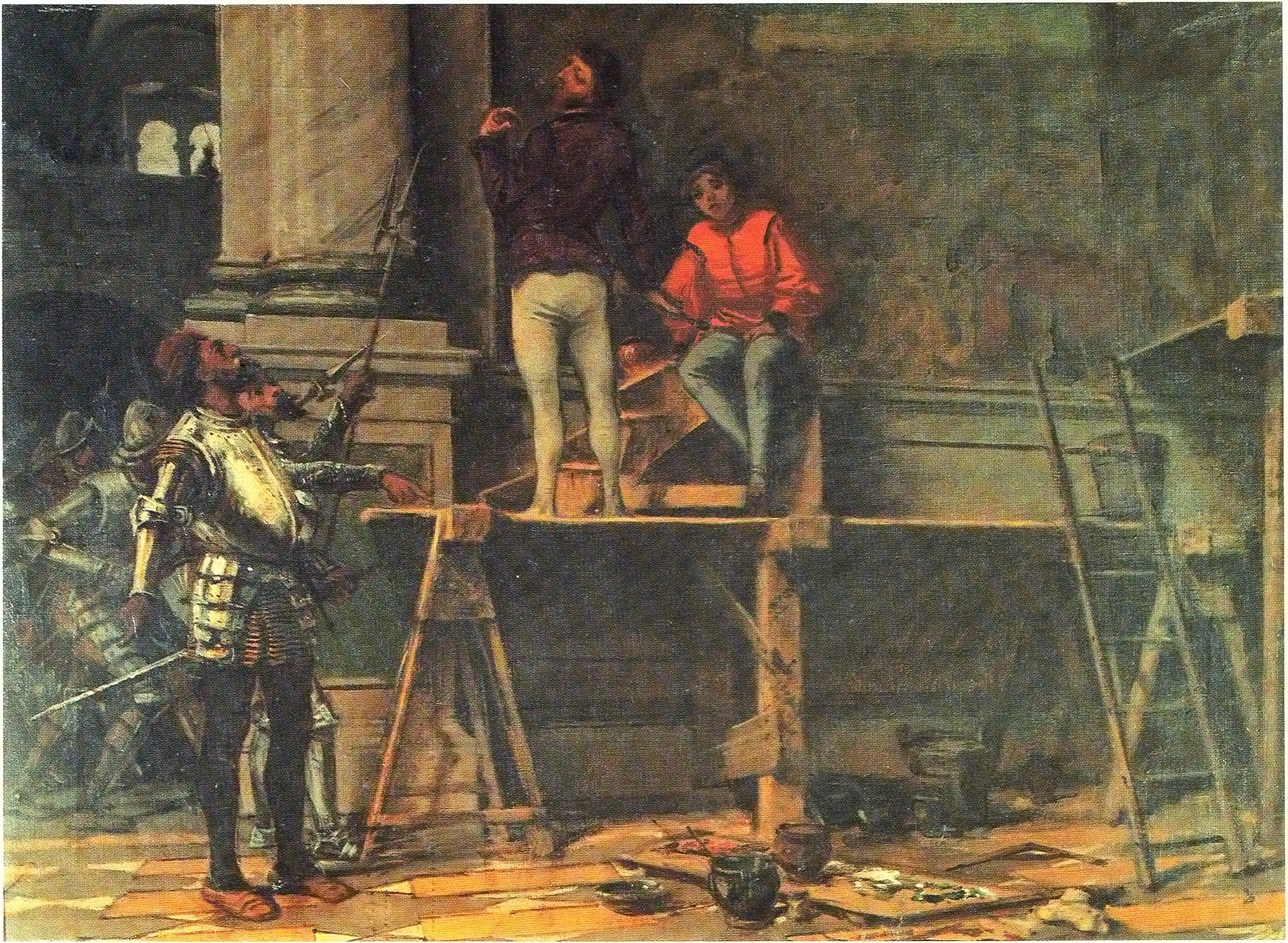
Floriano Ferramola, nel dipinto di Modesto Faustini, raffigurato su delle impalcature mentre rifiuta l'ordine dei soldati di abbandonare il cantiere al quale stava lavorando

Altro celebre episodio del triste saccheggio della città è quello che vede coinvolto Floriano Ferramola, pittore ed artista, ed alcuni soldati francesi: secondo i racconti, infatti, il pittore sarebbe andato avanti a lavorare a un grande affresco in casa Borgondio, imperterrito, nonostante il caos dilagasse in città a causa dei saccheggi e delle violenze perpetrate dai soldati francesi; francesi che, recatisi presso di lui, gli intimarono di consegnarli tutto il denaro che aveva, oltre che tutti i materiali da disegno.
Il Ferramola, tuttavia, replicò dicendo che "se l'intendesse con la moglie" e, alle risposte sprezzanti dei soldati, aggiunse "facessero quanto volessero; a me basta il pennello". A quel punto, secondo la leggenda, i soldati lo presero con la forza, intenzionati a ucciderlo; tuttavia, sopraggiunse lo stesso De Foix, che lo sottrasse a tale sorte e addirittura gli commissionò un ritratto, per il quale lo pagò duecento scudi.
La vicenda fu ripresa in ambito romantico e risorgimentale dal pittore Modesto Faustini, nel dipinto Floriano Ferramola e i soldati di Gaston de Foix.

## Conseguenze

### Politiche
Luigi Avogadro, nonostante la rivelazione di alcuni trattati tenuti dai veneziani, venne decapitato con uno colpo di stocco il 21 febbraio 1512 in piazza della Loggia: il suo cadavere venne squartato e i suoi arti furono appesi ad altrettanti patiboli (fra cui alla porta di San Nazaro, proprio la porta cittadina attraverso la quale era penetrato l'esercito francese). I figli Pietro e Francesco vennero condotti a Milano nel Castello Sforzesco e qui saranno a loro volta decapitati il 20 febbraio.

D'altro canto il provveditore veneto Andrea Gritti venne fatto prigioniero. A seguito di questo tremendo saccheggio, la città di Bergamo si arrese senza neppure provare a imbastire una resistenza all'esercito d'oltralpe.

Piazza della Loggia a Brescia dove Luigi Avogadro fu decapitato

### Culturali e artistiche
L'episodio medesimo del saccheggio della città da parte dei Francesi, oltre che gettare in rovina la città, dissolse altresì il mito della cosiddetta Brixia magnipotens: non a caso fu terminata, a causa di questo evento traumatico, una vivace stagione di imprese e sogni umanistici. I grandi cantieri rinascimentali cittadini si interrompono, compreso quello di palazzo della Loggia; si rimarrà in questa fase di stallo per un cinquantennio, in attesa della ripresa dei lavori sotto la direzione di Lodovico Beretta. Le priorità cittadine infatti mutarono radicalmente, passando dai precedenti fasti artistici e culturali al semplice recupero delle basilari funzioni vitali.